# 蔡小虎
蔡小虎 （1958年10月25日），本名蔡金虎，台灣男歌手，演唱台語流行音樂。

## 生平
蔡小虎於1958年10月25日出生於高雄市小港區，高雄市立小港國中畢業，家有四兄弟姐妹，排行第三，下有一名妹妹。出道前曾跟家人在市場賣豬肉，因此有了「豬肉王子」的稱號。
1991年5月，於台視《五燈獎》的歌唱項目〈閩南語歌唱比賽〉以一曲〈再會呀港都〉取得五度五關衛冕成功，同年在歌林唱片發行首張專輯《往事甭提起》。
1992年，獲得第4屆金曲獎最佳新人獎。1993年、1996年、1997年、2001年、2003年、2005年分別以《心所愛的人》、《愛人醉落去》、《愛你無罪》、《賭情搏愛》、《一生只有你》、《思相枝》六度入圍金曲獎最佳台語男歌手獎。

## 音樂作品
| 年份月份   | 專輯名稱                  | 唱片公司   | 曲目 |
| ---------- | ------------------------- | ---------- | --- |
| 1991年11月 | 《往事甭提起》            | 歌林唱片   | 曲目 1. 往事甭提起 2. 阮不是故意 3. 變色的愛 4. 異鄉望月想起你 5. 幸福啥人祙愛 6. 挽回咱的愛 7. 出外人的愛 8. 流浪的吉普賽姑娘 9. 人客的要求 10. 相逢有樂町 11. 惜別夜港邊 12. 可愛的馬                                 |
| 1992年5月  | 《心所愛的人》            | 歌林唱片   | 曲目 1. 心所愛的人 2. 你甘擱會想起我 3. 我要飛上天 4. 再會夜都市 5. 何時再相會 6. 霧夜的燈塔 7. 寂寞的城市 8. 漂ノ的愛 9. 難忘的勃露斯 10. 離別之夜 11. 難忘鳳凰橋 12. 故鄉的月                                         |
| 1993年     | 《春夏秋冬》              | 歌林唱片   | 曲目 1. 春夏秋冬 2. 若有可能 3. 不倘放棄阮的愛 4. 流戀草 5. 因為了解 6. 再會夢中人 7. 期待擱再來相逢的彼時 8. 重搬 9. 女人的心 10. 鴛鴦夢 11. 留戀 12. 為什麼想起你                                                     |
| 1994年     | 《臺語金曲 愛你入骨》     | 歌林唱片   | 曲目 1. 愛你入骨 2. 悲情的城市 3. 江湖兄弟 4. 後街人生 5. 碼頭惜別 6. 男性苦戀 7. 流浪之歌 8. 媽媽請妳也保重 9. 爸爸在那裡                                                                                              |
| 1995年     | 《女歌 車站》             | 歌林唱片   | 曲目 1. 車站 2. 摸心肝想看覓 3. 水潑落地難收回 4. 不如甭熟悉 5. 夢中情 6. 相逢後壁溝 7. 風中燈 8. 海風海湧海茫茫 9. 不應該有的愛 10. 愛情的酒                                                                           |
| 1996年     | 《癡情乎人心疼》          | 名冠唱片   | 曲目 1. 夜夜夢 2. 痴情乎人心疼 3. 阮的心肝為妳孤單 4. 冷冷清清的都市 5. 最愛妳的人 6. 傷心雨那落 7. 秋風 8. 醉心 9. 又擱是暗淡的月 10. 一場情夢一齣戲                                                                   |
| 1996年     | 《愛人醉落去》            | 名冠唱片   | 曲目 1. 愛人醉落去 2. 我有夠憨 3. 唱甲無人塊聽 4. 愛情路 5. 猶原會記得你的味 6. 人形 7. 小虎純情曲 8. 心悶 9. 相逢有情天 10. 月娘啊 ! 請你想看覓                                                                        |
| 1996年10月 | 《愛你無罪》              | 名冠唱片   | 曲目 1. 愛你無罪 2. 鴛鴦一場 3. 隨風來去 4. 憨甲有賸 5. 不停的陀螺 6. 無情風傷心雨 7. 愛情一級棒 8. 悲歡亂心晟 9. 世間尚可憐 10. 傷心交乎你                                                                             |
| 1997年     | 《蔡小虎精選集》          | 名冠唱片   | 曲目 1. 愛你無罪 2. 一切沒問題(vs王瑞霞) 3. 愛人醉落去 4. 相逄有情天(vs蔡金玉) 5. 痴情乎人心痛 6. 夜夜夢 7. 愛情一级棒 (vs鞏素惠) 8. 鴛鴦一場 9. 随風來去 10. 愛情路 11. 小虎純情曲 12. 我有夠憨                        |
| 2001年1月  | 《賭情博愛》              | 豪記唱片   | 曲目 1. 賭情搏愛 2. 我不甘 3. 有夢尚美 4. 傷心小巷 5. 敬酒 6. 酒醒情袂醒 7. 酒杯情 8. 穩準#乎你水噹噹 9. 重感情的人 10. 賭情搏愛(Kala) 11. 有夢尚美(Kala)                                                               |
| 2002年10月 | 《一生只有你》            | 豪記唱片   | 曲目 1. 一生只有你 2. 酒後吐真言 3. 疼你若生命 4. 吃苦當做吃補 5. 春風陣陣吹 6. 一個人恰自由 7. 無緣的祝福 8. 相對的心 9. 愈搏愈重 10. 鄉土情 11. 山盟海誓 12. 放捨我你就不對 13. 一生只有你(卡拉) 14. 酒後吐真言(卡拉) |
| 2003年7月  | 《虎的演歌-相逢的酒》     | 豪記唱片   | 曲目 1. 相逢的酒 2. 舊相片 3. 無緣的新娘 4. 情 5. 最癡情的人 6. 心內傷 7. 風雨無情 8. 風中緣風中情 9. 惡夢 10. 為何愛著你 11. 鑽石手指 12. 寂寞的蠟燭 13. 真心只愛你 14. 心內有數 15. 相逢的酒                          |
| 2003年7月  | 《虎的演歌-一段情一場夢》 | 豪記唱片   | 曲目 1. 一段情一場夢 2. 愛情新天地 3. 挽面 4. 三更雨 5. 愛的人客 6. 癡情男兒 7. 心痛的戀情 8. 愛一天也是愛過 9. 撕破溫柔 10. 愛河戀歌 11. 靠你活落去 12. 無名戀歌 13. 牽手做陣行 14. 世間路 15. 一段情一場夢            |
| 2004年12月 | 《思相枝》                | 豪記唱片   | 曲目 1. 思相枝 2. 故鄉的地圖 3. 褪色的彩筆 4. 意難忘 5. 六月風 6. 曾經擁有 7. 就是對你還有愛 8. 一錯再錯 9. 過去的溫柔 10. 情恨 11. 浪子情深 12. 雙頭馬車                                                               |
| 2005年1月  | 《蝴蝶夢》                | 豪記唱片   | 曲目 1. 蝴蝶夢 2. 醉到底 3. 對你的這段情 4. 再會啦再會 5. 真愛無後悔 6. 月光河 7. 難分難離 8. 愛你用生命 9. 無奈擱無奈 10. 日出日落 11. 情牽七千年 12. 尚愛也是你                                                       |
| 2006年5月  | 《今生最愛的人》          | 豪記唱片   | 曲目 1. 今生最愛的人 2. 挺你到底 3. 永遠醉置你身邊 4. 心落雪 5. 心愛的人 6. 放你自由飛 7. 醉生夢死 8. 孤雲 9. 親愛的媽媽 10. 無情夜玫瑰 11. 等你回頭 12. 離情千萬步                                                     |
| 2006年11月 | 《再生緣(對唱)》          | 豪記唱片   | 曲目 1. 再生緣 2. 夢醒在三更 3. 溫溫的酒杯 4. 傷心的我傷心的歌 5. 吃虧的愛 6. 夫妻天註定 7. 情難分愛難離 8. 愛情海 9. 醉千年 10. 不甘你的人                                                                             |
| 2007年6月  | 《心疼》                  | 豪記唱片   | 曲目 1. 心疼 2. 夢中的探戈 3. 堅強的愛(&黃思婷) 4. 瑪莉小姑娘 5. 紅顏落崁 6. 愛無剩 7. 六月的雨 8. 心比妳擱卡痛 9. 等著妳的人 10. 一生最愛的人                                                                          |
| 2007年6月  | 《千年萬年》              | 豪記唱片   | 曲目 1. 千年萬年 2. 青春花再開 3. 癡情無後悔 4. 放乎醉 5. 愛的滋味 6. 妳擱卡無情 7. 想袂開放袂離 8. 失約的人 9. 秋夜愁 10. 等春風                                                                                       |
| 2008年1月  | 《出賣(經典輯)》          | 豪記唱片   | 曲目 1. 出賣 2. 今生最愛的人 3. 蝴蝶夢 4. 思相枝 5. 一生只有你 6. 相逢的酒 7. 賭情搏愛 8. 醉過 9. 無心之罪 10. 心碎再碎                                                                                                 |
| 2008年5月  | 《愛情爐丹》              | 豪記唱片   | 曲目 1. 愛情爐丹 2. 買醉的人 3. 不應該愛你 4. 愛你到老 5. 不是我無情 6. 天黑黑 7. 若是失去你 8. 今生最愛 9. 愈潦愈深 10. 想祙靠岸                                                                                       |
| 2009年8月  | 《重感情》                | 豪記唱片   | 曲目 1. 重感情 2. 用真心愛一個人 3. 遙遠的美麗 4. 墮落情話 5. 愛你一人(蔡小虎&龍千玉) 6. 心雨 7. 愛是久久長長(蔡小虎&黃思婷) 8. 藏愛(蔡小虎&林姍) 9. 夢三更 10. 放手                                                    |
| 2010年10月 | 《問感情》                | 豪記唱片   | 曲目 1. 問感情 2. 疼惜(&龍千玉) 3. 放袂落 4. 望月想你 5. 雪中影 6. 麻吉ㄟ 7. 等久就是你的 8. 癡情註定孤單 9. 酒店人生 10. 我的愛                                                                                        |
| 2012年1月  | 《心借過》                | 豪記唱片   | 曲目 1. 心借過 2. 一把無情鹽 3. 放蕩浪子心 4. 世間的舞台 vs張秀卿 5. 簡單情歌 6. 靠你的愛過日子 7. 深深愛你 8. 半條命 9. 天地夢 10. 情關                                                                                |
| 2012年8月  | 《夢春風》                | 豪記唱片   | 曲目 1. 夢春風 2. 美麗人生 3. 幸福(&龍千玉) 4. 癡 5. 我不准我愛你 6. 愛甲恨 7. 斷線 8. 蝴蝶飛啊飛 9. 幸福ㄟ鎖匙 10. 教堂的鐘聲                                                                                          |
| 2013年7月  | 《男人的堅持》            | 豪記唱片   | 曲目 1. 男人的堅持 2. 情深似海 3. 小虎酒場 4. 人生旅途 5. 傷心的理由 6. 上北火車 7. 為你跳舞 8. 約在淡水 9. 戀戀沙崙站 10. 黃金八點檔連串曲(今生最愛的人+心疼+用真心愛一個人+意難忘)                                    |
| 2014年5月  | 《幸福送乎你》            | 豪記唱片   | 曲目 1. 幸福送乎你 2. 欺騙的詛咒 3. 我的心內話(& 龍千玉) 4. 愛妳哦 5. 相思糾糾纏 6. 愛情的流浪兒 7. 夢醒全身傷痕 8. 戲夢人生 9. 離別夜快車 10. 最後的溫柔                                                               |
| 2015年9月  | 《酒海》                  | 豪記唱片   | 曲目 1. 勇敢的男兒 2. 酒海 3. 心愛的對不起 4. 夢妳在三更 5. 愛到底 6. 進退兩難 7. 純情曲 8. 真正愛你 9. 愛已經麻痺 10. 水中的你                                                                                         |
| 2015年9月  | 《愛情弱者》              | 金元寶唱片 | 曲目 1. 放牛吃草 2. 唯一的愛(& 董育君) 3. 愛情弱者 4. 父母的心 5. 點燈火無塊找(& 談詩玲) 6. 夢癡 7. 孤鸞 8. 感謝妳 9. 痛心的彼段愛 10. 流浪不是阮的命                                                                   |
| 2019年12月 | 《藏愛》                  | 穩盈娛樂   | 曲目 1. 今生一段情 2. 秋緣花 3. 貪戀 4. 康康庫拉布(合唱版) 5. 悲傷愛情 6. 風吹雲飛(& 高愛) 7. 雨中情 8. 相會高雄港 9. 一人的酒 10. 故鄉的父母 11. 康康庫拉布(獨唱版)                                                    |

## 獎項紀錄
| 年份   | 獲提名         | 獎項                              | 結果 |
| ------ | -------------- | --------------------------------- | ---- |
| 1992年 | 《往事甭提起》 | 第4屆金曲獎最佳新人獎             | 獲獎 |
| 1993年 | 《心所愛的人》 | 第5屆金曲獎最佳方言歌曲男演唱人獎 | 提名 |
| 1996年 | 《愛人醉落去》 | 第7屆金曲獎最佳方言歌曲男演唱人獎 | 提名 |
| 1997年 | 《愛你無罪》   | 第8屆金曲獎最佳方言男演唱人獎     | 提名 |
| 2001年 | 《賭情搏愛》   | 第12屆金曲獎最佳方言男演唱人獎    | 提名 |
| 2003年 | 《一生只有你》 | 第14屆金曲獎最佳台語男演唱人獎    | 提名 |
| 2005年 | 《思相枝》     | 第16屆金曲獎最佳台語男演唱人獎    | 提名 |

## 演唱會
- 2013年9月 2013蔡小虎台北小巨蛋售票「眾星拱月」演唱會
- 2014年5月 2014蔡小虎高雄巨蛋售票「眾星拱月」演唱會感恩場
- 2017年蔡小虎 「福虎生風 幸福送乎你」 演唱會[1]

## 影視作品
- 1996年 《報告班長4拂曉出擊》飾 連長
- 2014年 《鐵獅玉玲瓏》客串-布袋戲團長
- 2021年 《黃金歲月》飾 蔡小虎

## 外部連結
- 蔡小虎國際粉絲團的Facebook專頁
- 蔡小虎 個人檔案與歷年專輯 - KKBOX （页面存档备份，存于）